# Tours Société Générale
Les Tours Société Générale són dos gratacels de despatxos bessons situats al barri de negocis de La Défense, a França (precisament a Puteaux, al barri de La Défense 7).
Construïdes el 1995 per a la Société Générale, pels arquitectes Michel Andrault, Pierre Parat, Nicolas Ayoub, mesuren totes dues 167m d'alçària, les torres més altes construïdes des de la tour Total el 1985. La torre sud es diu tour Chassagne i la torre nord tour Alicante, la primera contenint pedra blanca de Chassagne mentre que la segona conté marbre vermell d'Alacant. Les dues torres estan separades una quarantena de metres. Totes dues tenen un terrat fortament inclinat.
Una tercera torre ha estat construïda entre el 2006-2007. Projecte sortit del Taller Christian de Portzamparc, aquesta torre mesura 180m d'alçària i pot acollir 4800 persones sobre una superfície de 68000 m².
Abans d'instal·lar-se en aquestes torres, la Société Générale ocupava la tour Ariane. Malgrat la gran superfície disponible, el banc ha encarregat la tour Granite, actualment en construcció justa al costat de les torres bessones, i que hauria d'enllestir-se el 2008 amb 183m d'alçada.